# Факултет за менаџмент Универзитета Унион — Никола Тесла
Факултет за менаџмент (скраћено ФАМ) је високошколска установа Универзитета Унион — Никола Тесла у Сремским Карловцима. Основан је 2001. године као растућа потреба за менаџерским кадром у времену транзиције и заживљавања тржишне привреде. Актуелни декан је Александра Пушара.

## Студијски програми
Основне академске студије
- Инжењерски менаџмент
- Пословна економија
- Менаџмент у медијима
- Менаџмент у информационим технологијама

Мастер академске студије
- Инжењерски менаџмент
- Пословна економија
- Менаџмент у здравству
- Менаџмент јавних набавки

Докторске академске студије
- Пословни менаџмент